# 环氯唑仑
环氯唑仑（英语：Ciclotizolam ，代号：WE-973) 是一种噻吩并三唑并二氮䓬衍生药物。它是GABAA受体苯二氮䓬位点的部分激动剂，与溴替唑仑等相关化合物具有相似的结合亲和力，但疗效较低。